# Helmut Kuhn (Philosoph)
Helmut Kuhn (* 22. März 1899 in Lüben, Niederschlesien; † 2. Oktober 1991 in München) war ein deutscher Philosoph. Er war der Sohn des Rechtsanwaltes Wilhelm Kuhn und seiner Frau Martha, geb. Hoppe.

## Leben und Wirken
Kuhn war Kriegsfreiwilliger im Ersten Weltkrieg. Anschließend studierte er an den Universitäten Breslau, Innsbruck und Berlin. 1923 wurde er mit einer Dissertation über den Begriff des Symbolischen in der deutschen Ästhetik bis Schiller in Breslau promoviert. 1925 verheiratete sich Helmut  Kuhn  mit Käthe Lewy, Tochter von Max Lewy und Margarete (geb. Löwenstädt), einer wohlhabenden Kaufmannsfamilie aus Breslau.
1930 habilitierte er sich in Berlin mit der zweibändigen Schrift über Die Kulturfunktion der Kunst und lehrte dort als Privatdozent. Aus dieser Zeit stammt seine Auseinandersetzung mit dem Begriff des Politischen (München 1927) von Carl Schmitt. 1936 wurde ihm aufgrund seiner jüdischen Herkunft vom nationalsozialistischen Regime die Lehrerlaubnis entzogen. Mit seiner Frau Käthe und seinen Kindern Reinhard und Annette verließ er Deutschland. Die ersten Exilstationen der Familie waren das Kloster Pontigny in Frankreich, London (Oppidans Road 15) und Haslemere in Großbritannien. Sehr kurz besuchte der Sohn Reinhard die Stoatley Rough School, die von Hilde Lion geleitet wurde, um dann mit seiner Schwester Annette in den Fröbel-Kindergarten von Margaret Hutchinson zu wechseln. Reinhards Schulbesuch wurde von Anita Warburg finanziert, der Aufenthalt der Familie in Großbritannien von Gertrud Bing vom Warburg Institute in London begleitet und auch von Heinrich Gerhard Kuhn, Helmuts Bruder, der bereits 1933 nach Großbritannien emigriert war. Helmut Kuhns Emigration in die USA wurde von Gertrud Bing und dem  Warburg Institute in London  vorbereitet und von der SPSL (Society for the protection of Science and Learning) und dem Emergency Committee finanziell unterstützt.
Im Jahr 1938 emigrierte Helmut Kuhn mit seiner Familie in die Vereinigten Staaten und lehrte dort als Gastprofessor und später als ordentlicher Professor für Philosophie an der University of North Carolina at Chapel Hill. 1947 übernahm er einen Lehrstuhl an der Emory University bei Atlanta in Georgia. In den Jahren des Exils entstanden, zusammen mit Katherine Gilbert, eine History of Esthetics (New York 1939), die ein viel benutztes Lehrbuch amerikanischer Colleges wurde, Freedom Forgotten and Remembered (Chapel Hill, 1942) und Encounter with Nothingness (Chicago 1949) über den Existentialismus.
In Vorträgen vor deutschen Kriegsgefangenen und in verschiedenen Veröffentlichungen warb Kuhn damals für ein „besseres“ Deutschland. Zudem gehörte das Ehepaar Kuhn dem American committee to aid survivors in the German Resistance an. In diesem Komitee war auch Eric Warburg Mitglied, der sich in New York in zahllosen Ausschüssen für die Integration von Flüchtlingen engagierte.
In den Jahren seines Exils in den Vereinigten Staaten konvertierte der ursprünglich jüdische Philosoph Helmut Kuhn mit seiner Frau Käthe zur römisch-katholischen Kirche.
1949 kehrte Helmut Kuhn mit seiner Frau Käthe und Tochter Annette nach Deutschland zurück und übernahm einen Lehrstuhl an der Universität Erlangen. Käthe Kuhn nahm sich mit aufopfernder Hilfsbereitschaft der Witwen des deutschen Widerstandes an und war federführendes Mitglied des Hilfswerks 20. Juli, das unter anderem von amerikanischen Spendern und von Eric Warburg finanziell unterstützt wurde. Zudem gab Käthe Kuhn mit Reinhold Schneider und Helmut Gollwitzer die erfolgreiche Publikation „Du hast mich heimgesucht bei Nacht“ heraus.
1953 wurde Helmut Kuhn zum Professor für Amerikanische Kulturgeschichte und Philosophie am Amerika-Institut der Universität München ernannt. Kuhn erreichte gegen einigen Widerstand seine Berufung zum ordentlichen Professor für Philosophie an der Ludwig-Maximilians-Universität München. Er wurde 1967 emeritiert. Bis 1958 war er daneben auch Direktor des Instituts für Amerikanistik. Außerdem war er ab 1961 ein Jahrzehnt lang Rektor der Münchner Hochschule für Politische Wissenschaften.
1953 gründete Kuhn zusammen mit Hans-Georg Gadamer die Philosophische Rundschau, von beiden bis 1974 herausgegeben. Von 1957 bis 1962 war Kuhn Präsident der Allgemeinen Gesellschaft für Philosophie in Deutschland. 1969 bereitete er mit Bernhard Waldenfels und Reinhold Gladiator die Gründung der Deutschen Gesellschaft für phänomenologische Forschung vor und leitete unter Mitwirkung von Hans-Georg Gadamer deren erste internationale Tagung.
Durch die Kirchenkrise, die er durch das Zweite Vatikanische Konzil ausgelöst sah, zeigte sich Helmut Kuhn sehr beunruhigt.
Zeitgeistkritische Bücher, die sich mit der 68er-Bewegung und den Veränderungen in der katholischen Kirche beschäftigten, sind seine Werke Rebellion gegen die Freiheit, Jugend im Aufbruch. Zur revolutionären Bewegung in unserer Zeit, Die Kirche im Zeitalter der Kulturrevolution und Ideologie – Hydra der Staatenwelt.
Die Laudatio auf der Feier der Universität München zu Kuhns 85. Geburtstag hielt Dieter Henrich.
Helmut Kuhn war der Vater von Annette Kuhn,  Professorin für Didaktik und Frauengeschichte an der Universität Bonn, die sich in ihrer Autobiografie  von ihrem als autoritär empfundenen Vater, der die jüdische Herkunft jahrzehntelang verschwieg, absetzte. Der Sohn Reinhard Kuhn (1930–1980) wurde Professor für Romanistik an der Brown University in Rhode Island und kehrte nicht nach Deutschland zurück. Zu seinen Forschungsgebieten gehörten Franz Kafka und André Gide. Zu seinem Gedenken wird jährlich an seinem Todestag "The Reinhard Kuhn Memorial Lecture" durchgeführt. Von der französischen Regierung wurde er zum Ritter geschlagen und mit dem Orden "Chevalier dans l'ordre des Palmes Académiques" ausgezeichnet.
Der gesamte Nachlass der Familie Kuhn  aus dem englischen Exil befindet sich im Warburg Institute GC, London, und in dem London School of Economics Archive.
Auszeichnungen
- Verleihung des Bayerischen Verdienstordens
- Maximiliansorden für Kunst und Wissenschaft (Bayern)

## Publikationen (Auswahl)
- ‚Klassisch‘ als historischer Begriff. In: Werner Jaeger (Herausgeber): Das Problem des Klassischen. Leipzig, 1931, S. 109–128.
- Besprechung von Carl Schmitts Der Begriff des Politischen. In: Kant-Studien, 1933, S. 190–196.
- Humanismus in der Gegenwart. Zu Werner Jaegers Paideia. In: Kant-Studien, Band 39, 1934, S. 328–338.
- mit Katharine Everett Gilbert:  History of esthetics, New York 1939, The Macmillan Company
- Sokrates. Versuch über den Ursprung der Metaphysik. Verlag die Runde, Berlin 1934. Neue Auflage im Kösel Verlag, München 1959
- Begegnung mit dem Nichts. Ein Versuch über die Existenzphilosophie. J. C. B. Mohr Verlag, Tübingen 1950.
- Begegnung mit dem Sein. Meditationen zur Metaphysik des Gewissens. J. C. B. Mohr Verlag, Tübingen 1954
- Wesen und Wirken des Kunstwerks. Kösel Verlag, München 1960
- Romano Guardini. Der Mensch und das Werk. Kösel Verlag München 1961
- Das Sein und das Gute. Kösel Verlag, München 1962
- Die deutsche Universität am Vorabend der Machtergreifung, in: Die deutsche Universität im Dritten Reich. Eine Vortragsreihe der Universität München. München 1966, S. 13–43.
- Der Staat. Eine philosophische Darstellung. Kösel Verlag München 1967
- Der Weg vom Bewusstsein zum Sein. Klett-Cotta Verlag Stuttgart 1981
- Romano Guardini. Philosoph der Sorge. St. Ottilien 1987.